# 米爾島 (普里茲灣)
68°39′S 77°50′E / 68.650°S 77.833°E
米爾島，是南極洲的島嶼，位於伊利沙伯女皇地的普里茲灣，處於霍克島西南面的穆勒半島西端，根據挪威探險隊拍攝的空中照片繪入地圖，現時由南極條約體系管理。